# Tällsjötjärnen (Anundsjö socken, Ångermanland, 705928-158560)
Tällsjötjärnen är en sjö i Örnsköldsviks kommun i Ångermanland och ingår i Moälvens huvudavrinningsområde.